# Telltales
Telltales zijn kleine touwtjes die in het zeil bevestigd worden om de luchtstroming te visualiseren. Men kan met andere woorden zien of er turbulentie is of niet. De telltales staan in het voorlijk van de fok en op het achterlijk van het grootzeil en worden meestal op drie of soms vier hoogtes toegepast, onder midden en boven.
De telltales worden vooral gebruikt als een scherpe koers (aan de wind, bij de wind, halve wind) wordt gevaren. Voor de wind werken de telltales niet. Scherp aan de wind mag de binnenste telltale omhoog waaien om zo hoogte te winnen. De telltales worden door de stuurman gebruikt om goed hoog aan de wind te varen en door de bemanning (trimmers) gebruikt om de zeilstand en de twist te bepalen.
Telltales zijn meestal van dunne reepjes spinnakerdoek gemaakt en met zeiltape in het zeil geplakt. Ook worden wollen draadjes gebruikt die door het zeil worden gestikt.